# جوساری
جوساری (به پرتغالی: Jussari) یک منطقهٔ مسکونی در برزیل است که در باهیا واقع شده‌است. جوساری ۵٬۷۶۸ نفر جمعیت دارد.